# Dvärgbandtång
Dvärgbandtång eller dvärgålgräs (Zostera noltii även Z. nana) är en växtart som beskrevs av Jens Wilken Hornemann. Dvärgbandtång ingår i släktet bandtångssläktet, och familjen bandtångsväxter. IUCN kategoriserar arten globalt som livskraftig. Enligt den svenska rödlistan är arten sårbar i Sverige. Arten förekommer i Götaland. Artens livsmiljö är havet, havsstränder. Inga underarter finns listade i Catalogue of Life.

## Karaktäristika
En sällsynt 5-25 centimeters undervattensväxt med krypande kort och trind jordstam ner till cirka 1 meters djup på sand- eller dybottnar i skyddade havsvikar, ej bräkt vatten. De 5-25 centimeter långa och 1 millimeter breda bandlika, glanslöst grågrönt färgade bladen har 0,5-4 centimeter långa öppna slidor och urnupen spets. De har en nerv, men som lätt kan tas för att vara trenerviga. Blomning i juni-juli och blommans stift är 1-2 millimeter och märket är 1,5-2 millimeter långt. Hanblomman har 1 oskaftad ståndare och honblomman har 1 pistill och 2 trådlika märken. Det släta 2 millimeter stora rödbruna till mörkbruna fröet, en nöt, saknar stripor. Kromosomtal 2n=12.
I Sverige är dvärgålgräset ovanligt men förekommer i saltvattensområden på Västkusten från Bohuslän och ner till Halland.. I Norge förekommer växten diskontinuerligt upp till Stord i Hordaland.